# غرزة السلسلة

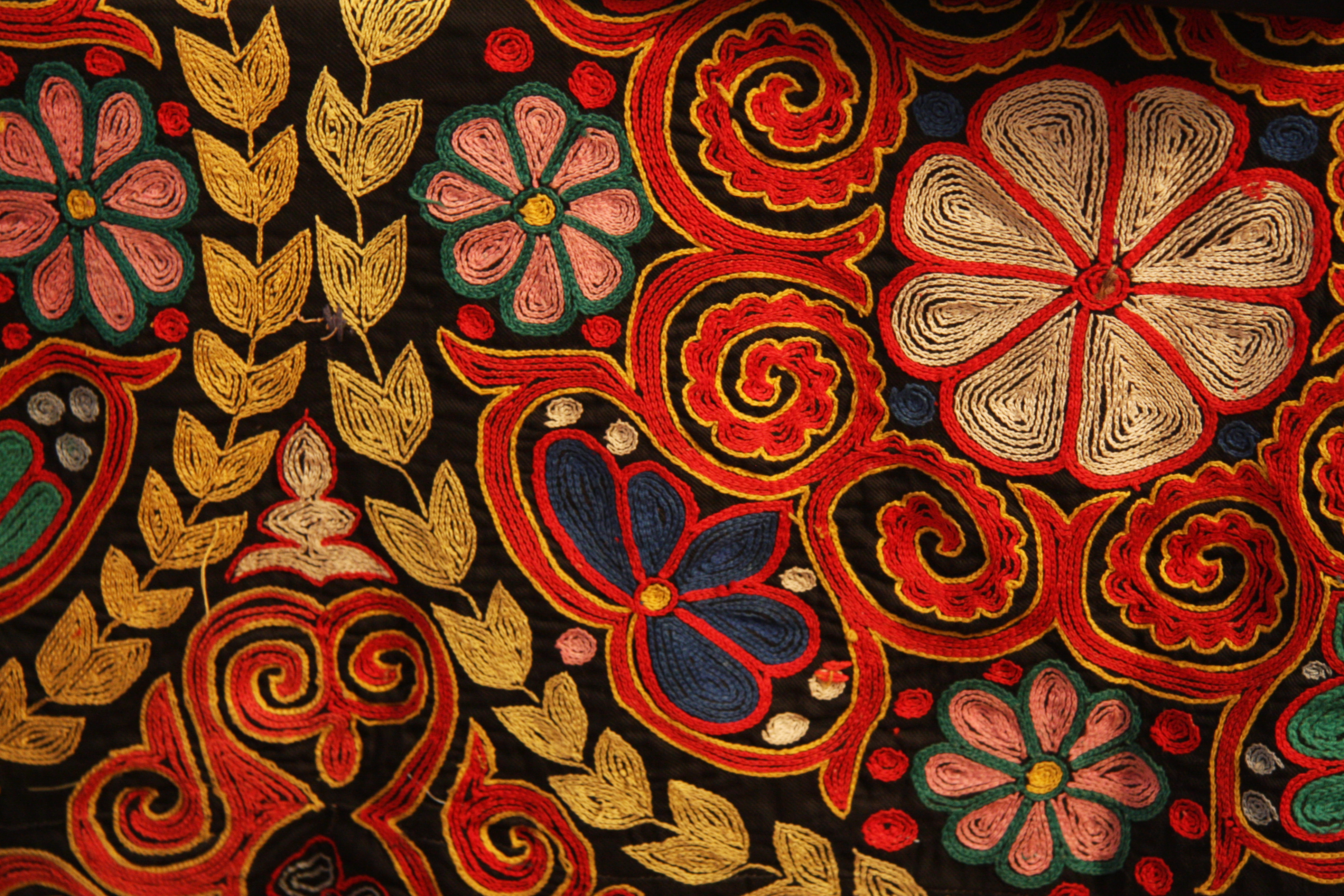
التطريز التقليدي بواسطة غرزة السلسلة على السجادة الكازاخستانية المعاصرة.

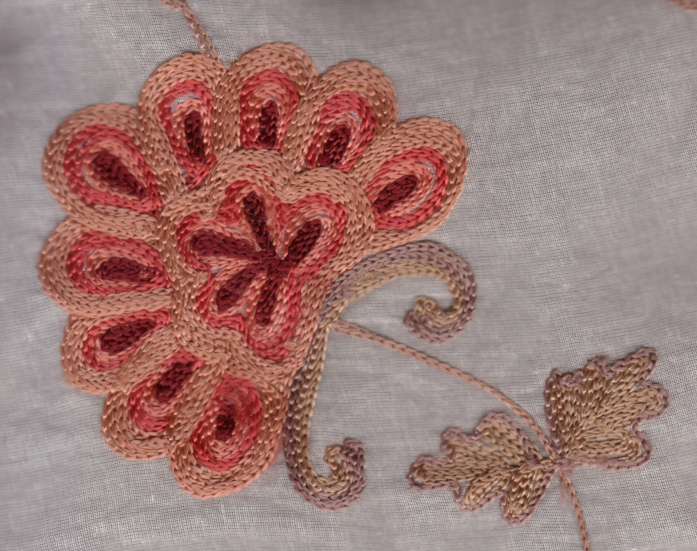
التطريز آلي لغرزة السلسلة على قماش الفوال للستائر، الصين ، في وقت مبكر من القرن الحادي والعشرين.

غرزة السلسلة هي تقنية في الخياطة والتطريز حيث تقوم مجموعة من الحلقات بتشكيل سلسلة. وهذا النوع من الغرز معروف منذ القدم ومن أمثلة ذلك قطعة قماش اكتشفت في الصين تعود إلى الفترة ما بين القرنين الخامس والثالث قبل الميلاد والتي تم تطريزها بالحرير وباستخدام غرز السلسلة. وحيث أن هذا النوع من الغرز لايحتاج إلى اختراق أكثر من طبقة واحدة من القماش فهو يستخدم في التطريز.

## الاستخدامات

### التطريز اليدوي
تعتبر غرزة السلسلة بأشكالها المختلفة الغرزة الرئيسية المستعملة في التطريز للعديد من الثقافات في كشمير وبلاد فارس وأواسط أسيا وغيرها.

### الات الخياطةوالتطريز
استخدمت ألة التطريز في بدايات اختراع آلة الخياطة لكن ضعفها وسهولة انسلالها من القماش أدى إلى إستبدالها بغرزة القفل.
أما فيما يخص ألة التطريز باستخدام غرزة السلسلة فتستخدم في تطريز الستائر وأقمشة المفروشات.

## أنواعها
- آلات الطرز بالتحكم اليدوي.
- آلات الطرز الميكانيكية يتحكم بها بواسطة أفلام الكرتون المثقوبة.
- آلات الطرز الإلكترونية ويكون التحكم بها بواسطة برنامج كمبيوتري مختص.

هناك عدة أنواع من غرزة السلسلة منها:
- غرزة الجديلة.
- غرزة العقدة.
- الغرزة المفتوحة.
- الغرزة الملتوية.
- الغرزة المتعرجة.

## معرض صور غرزة السلسلة

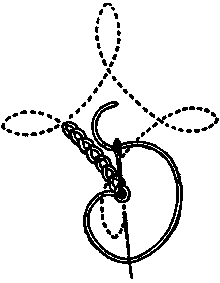
رسم لحدود غرزة السلسلة الأساسية
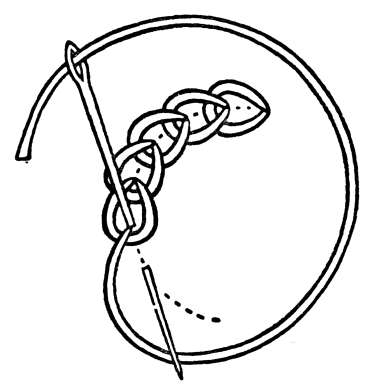
غرزة السلسلة الأساسية
غرزة الجديلة
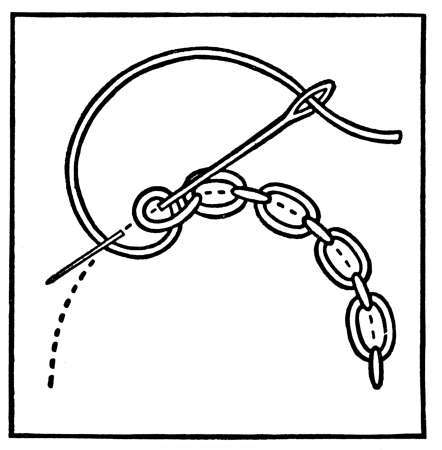
غرزة السلسلة بشكل السلك
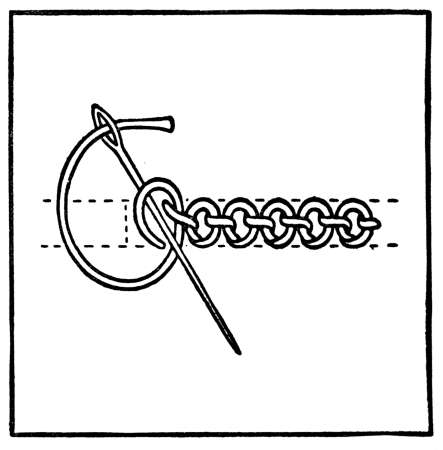
غرزة العقدة
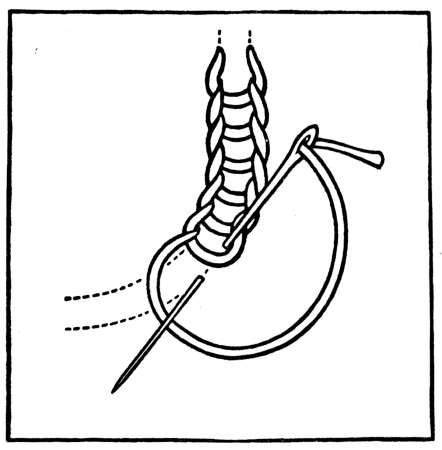
الغرزة المفوحة
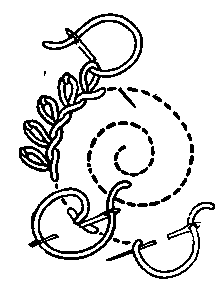
الغرزة التويجية (بتلات)
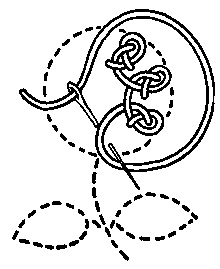
غرزة السلسلة على شكل وردة
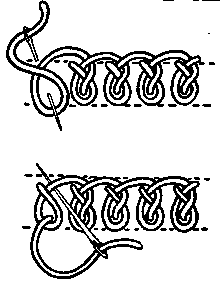
غرزة السلسلة الزهرية بشكل خطي
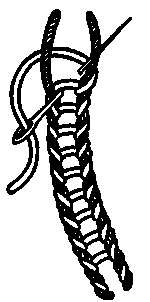
Singalese chain stitch
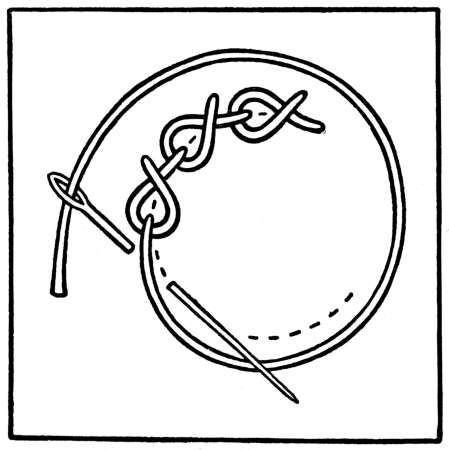
غرزة السلسلة الملتوية
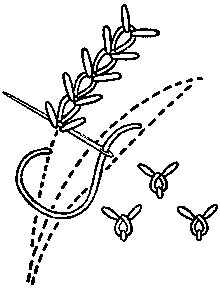
Wheat-ear stitch
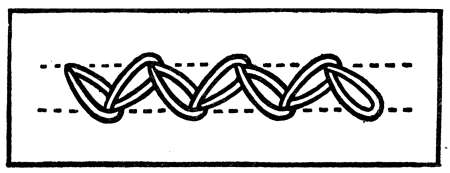
غرزة السلة المتعرجة